# Погост (Няндомский район, у реки Воезерка)
Погост — деревня в Няндомском районе Архангельской области.

## География
Находится в юго-западной части Архангельской области на расстоянии приблизительно 39 км на восток по прямой от административного центра района города Няндома на левом берегу речки Воезерка у ее истока (из озера Спасское).

## История
В 1873 году здесь было учтено 3 двора. Тогда деревня входила в Каргопольский уезд Олонецкой губернии. В деревне имеется Спасская церковь постройки конца XIX века. До 2022 года входила в Мошинское сельское поселение до его упразднения.

## Население
Численность населения: 18 человек (1873 год), 5 (русские 100 %) в 2002 году, 4 в 2010.